# Mitry-Mory
 Mitry-Mory  es una población y comuna francesa, en la región de Isla de Francia, departamento de Sena y Marne, en el distrito de Meaux y cantón de Mitry-Mory.

## Demografía
| 1 352 | 1 235 | 1 374 | 1 309 | 1 478 | 1 341 | 1 448 | 1 509 | 1 468 | 1 580 | 1 864 | 1 702 | 1 820 | 1 823 | 1 858 | 1 823 | 1 750 | 1 758 | 1 836 | 1 874 | 2 248 | 4 343 | 6 058 | 7 148 | 7 007 | 8 697 | 11 352 | 13 122 | 13 741 | 12 731 | 15 205 | 16 869 | 18 348 |
| Para los censos de 1962 a 1999 la población legal corresponde a la población sin duplicidades (Fuente: INSEE [Consultar]) |       |       |       |       |       |       |       |       |       |       |       |       |       |       |       |       |       |       |       |       |       |       |       |       |       |        |        |        |        |        |        |        |